# Doubská hora
Doubská hora är ett berg i Tjeckien.   Det ligger i regionen Karlovy Vary, i den västra delen av landet, 110 km väster om huvudstaden Prag. Toppen på Doubská hora är 617 meter över havet, eller 156 meter över den omgivande terrängen. Bredden vid basen är 3,5 km.
Terrängen runt Doubská hora är kuperad åt sydost, men åt nordväst är den platt.Runt Doubská hora är det ganska tätbefolkat, med 67 invånare per kvadratkilometer. Närmaste större samhälle är Karlovy Vary, 3,6 km nordost om Doubská hora. I omgivningarna runt Doubská hora växer i huvudsak barrskog.